# Volkswagen Golf Sportsvan

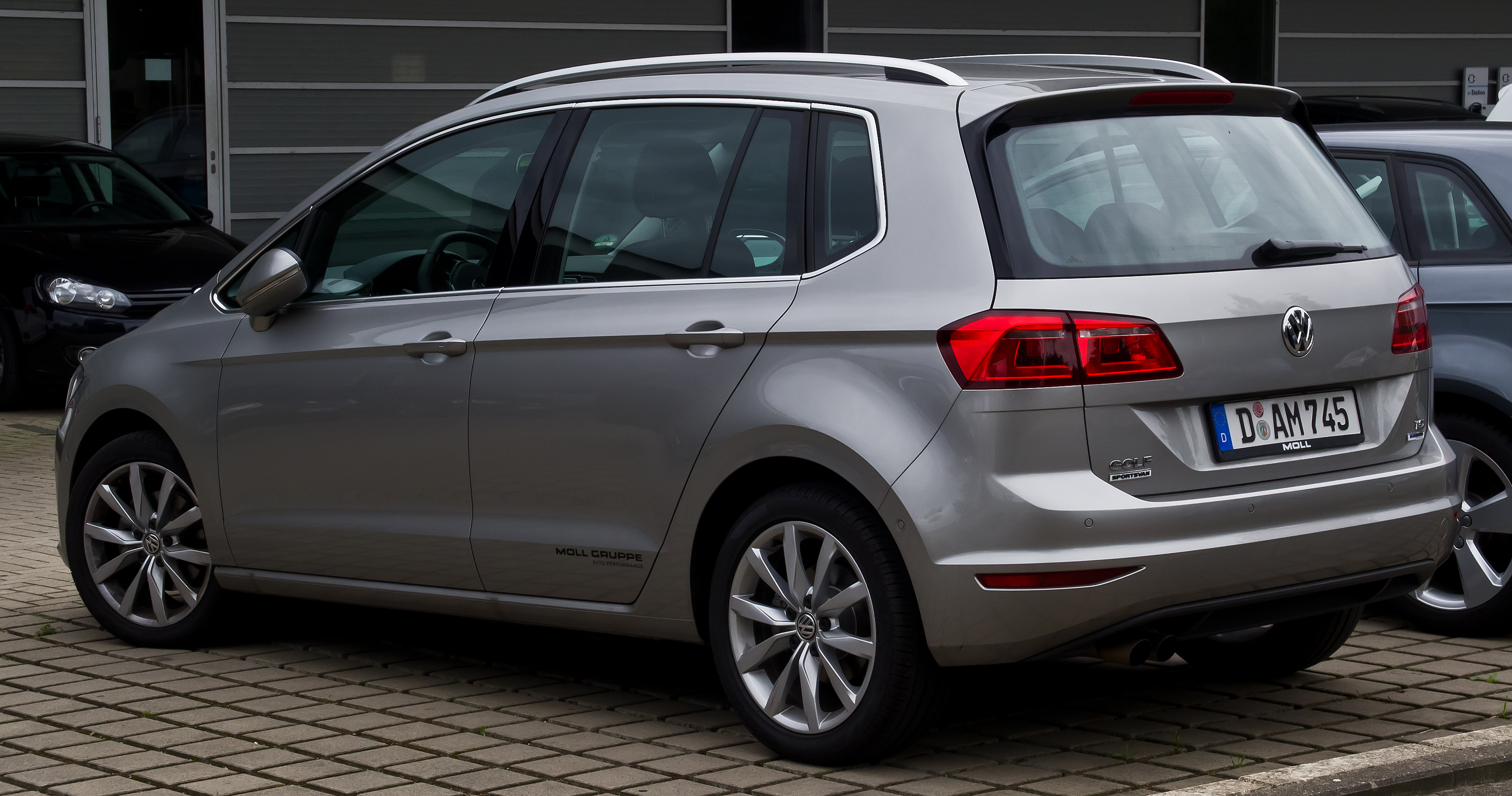
Volkswagen Golf Sportsvan 1.4 TSI BlueMotion Technology Highline (2014–2017)

Volkswagen Golf Sportsvan - компактвен німецького концерну Volkswagen AG, що прийшов на заміну Golf Plus.

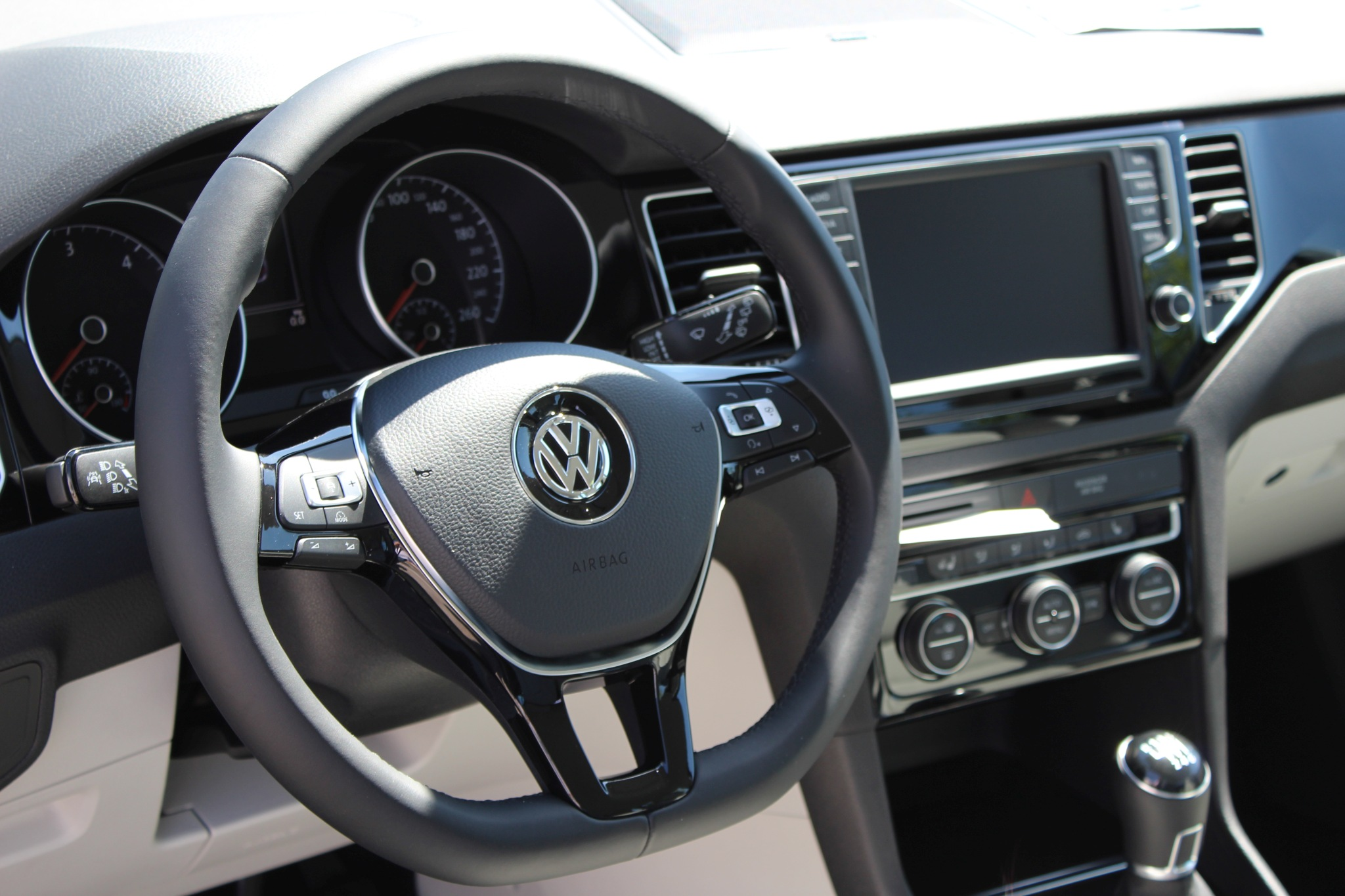

Sportsvan заснований на модульній платформі MQB від Volkswagen Golf 7. Об'єм багажника складає 498 л, а при складених задніх сидіннях — 1500 л. 
Попередній продаж почався 19 грудня 2013 року. На ринку автомобіль з'явився навесні 2014 року. Ціни починаються від 19 625 євро.
VW Golf Sportsvan є одним із найбезпечніших компактвенів на ринку: по результатам краш-тестів Euro NCAP модель набрала 5-зірковий рейтинг безпеки. З 2016 року модель доступна із спортивним пакетом R-Line, однак без потужного двигуна від Golf R.
В серпні 2017 року Golf Sportsvan отримав рестайлінг, що наблизило його дизайн до актуальних хетчбеків Golf та Passat.

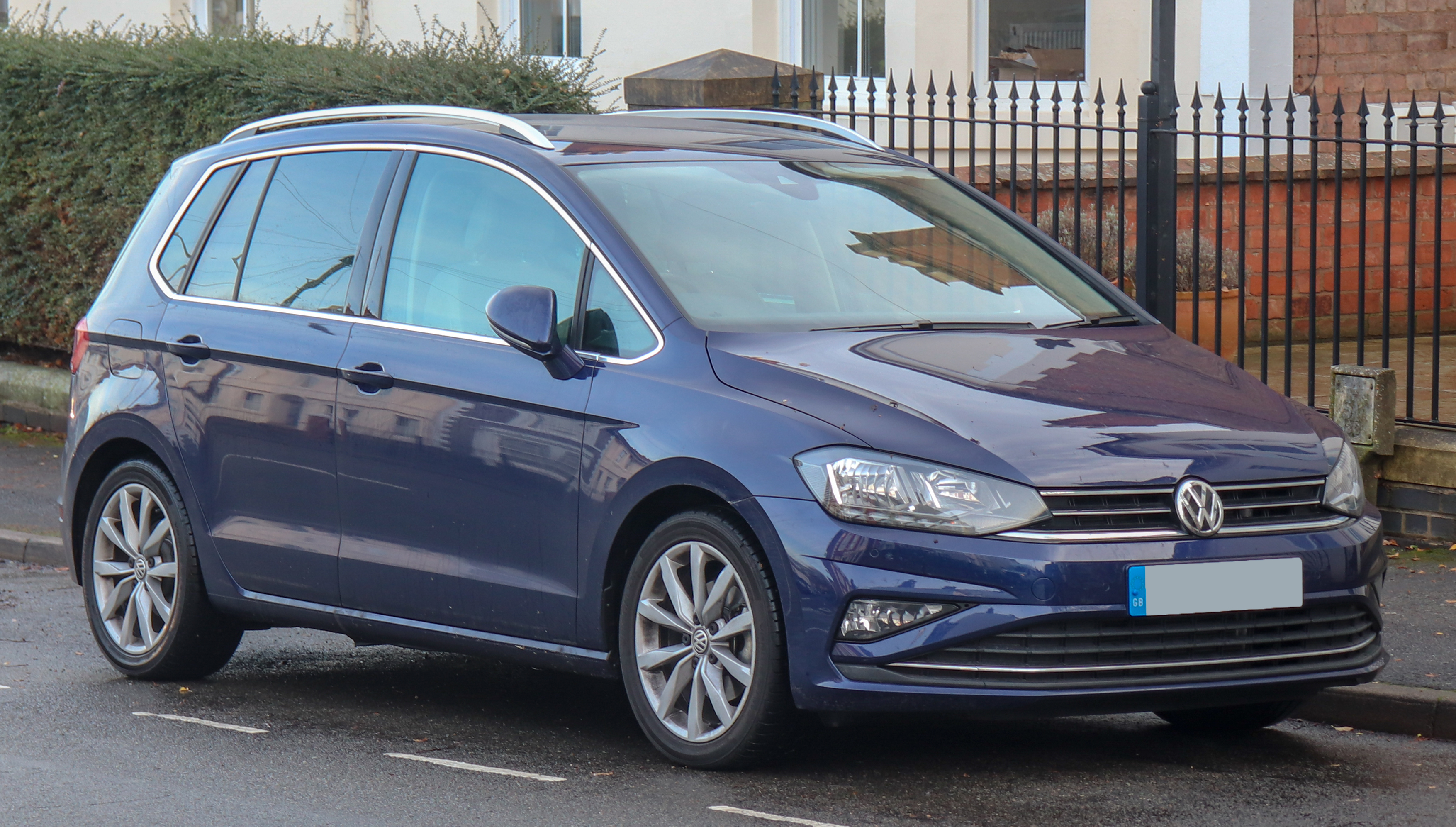
Volkswagen Golf Sportsvan GT TSi BlueMotion 1.5 (2017–2020)
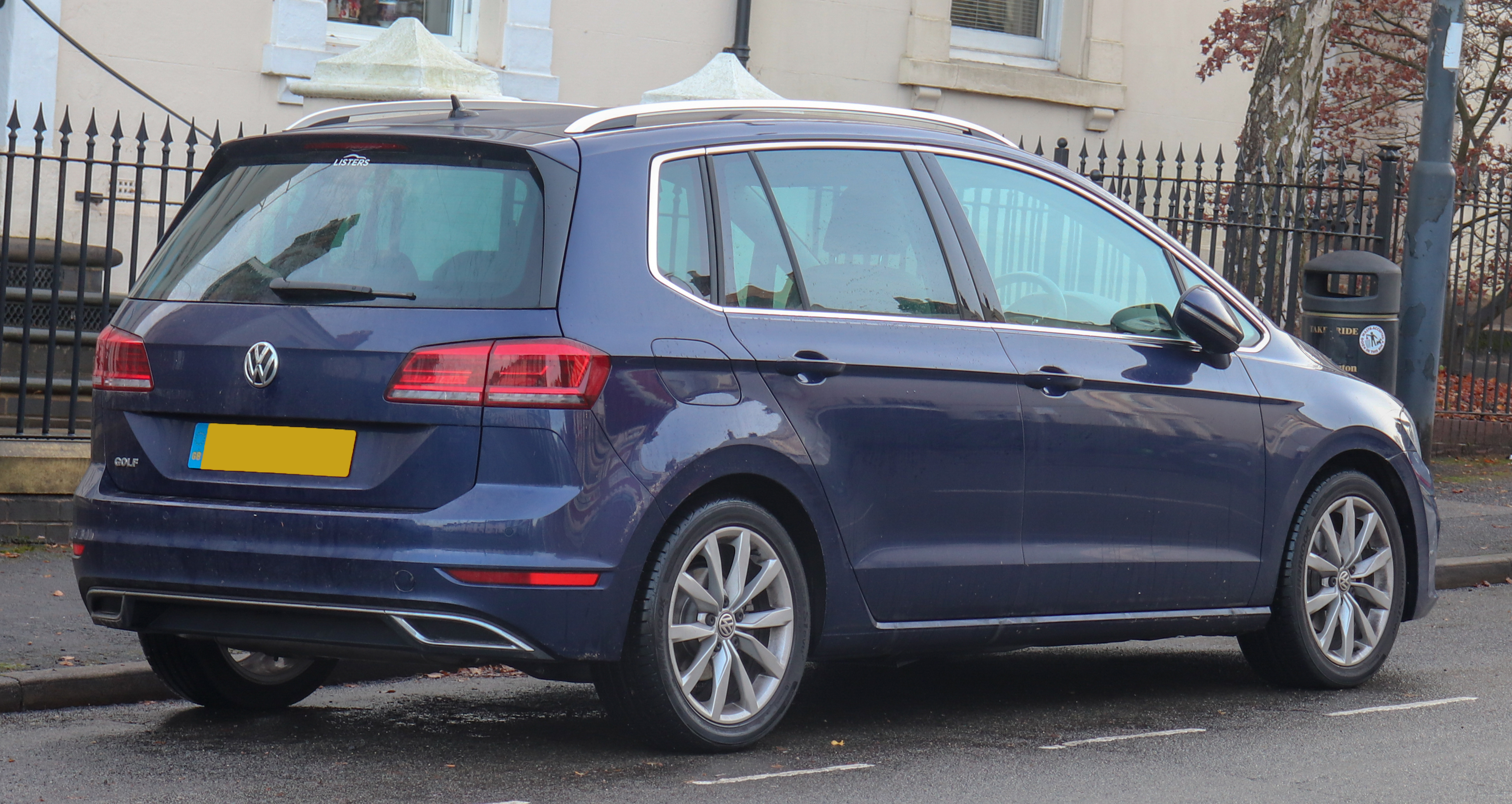
Volkswagen Golf Sportsvan GT TSi BlueMotion 1.5 (2017–2020)

## Двигуни
| Двигун             | Об'єм [см³] | Тип двигуна | Потужність [к.с./кВт] при об/хв | Крутний момент [Нм] при об/хв | Розгін 0-100 км/год [с] | Швидкість максимальна [км/год] |            |            |            |
| Бензинові:         | Бензинові:  | Бензинові:  | Бензинові:                      | Бензинові:                    | Бензинові:              | Бензинові:                     | Бензинові: | Бензинові: | Бензинові: |
| ------------------ | ----------- | ----------- | ------------------------------- | ----------------------------- | ----------------------- | ------------------------------ | ---------- | ---------- | ---------- |
| 1.0 TSI BlueMotion | 999         | I3          | 115 (85)/5000-5500              | 200/2000-3500                 | 10,4                    | 198                            |            |            |            |
| 1.2 TSI BlueMotion | 1197        | I4          | 86 (63)/4300-5300               | 160/1400-3500                 | 13,2                    | 177                            |            |            |            |
| 1.2 TSI BlueMotion | 1197        | I4          | 110 (81)/4600-5600              | 175/1400-4000                 | 10,7                    | 192                            |            |            |            |
| 1.4 TSI BlueMotion | 1395        | I4          | 125 (92)/5000-6000              | 200/1400-4000                 | 9,9                     | 200                            |            |            |            |
| 1.4 TSI BlueMotion | 1395        | I4          | 150 (110)/5000-6000             | 250/1500-3500                 | 8,8                     | 212                            |            |            |            |
| Дизельні:          |             |             |                                 |                               |                         |                                |            |            |            |
| 1.6 TDI BlueMotion | 1598        | I4          | 110 (81)/3200-4000              | 250/1500-3000                 | 11,3                    | 192                            |            |            |            |
| 2.0 TDI BlueMotion | 1968        | I4          | 150 (110)/3500-4000             | 340/1750-3000                 | 9,2                     | 211                            |            |            |            |